# Avgolemono
Avgolemono (řecky: αυγολέμονο nebo αβγολέμονο) je omáčka, případně i polévka, která je typická pro řeckou a kyperskou kuchyni. Základními ingrediencemi jsou žloutky a citronová šťáva, od těchto dvou ingrediencí se také odvíjí název pokrmu, který v doslovném překladu znamená vejce-citrón.
Základem avgolemona je vývar, nejčastěji kuřecí (používá se ovšem i vývar skopový, rybí nebo zeleninový), do kterého se přidávají žloutky (případně i celá vejce) a citronová šťáva, avgolemono se poté vaří, dokud nezhoustne. Pokud se avgolemono podává jakožto polévka, přidává se také rýže, případně drobné těstoviny (například orzo, což je druh těstovin ve tvaru rýžových zrn), a někdy i kousky masa a zeleniny.
Existuje více variant polévky avgolemono, například yuvarlakia (γιουβαρλάκια) s masovými koulemi (tato polévka ovšem existuje i ve verzi, kde se masové koule podávají v rajčatové polévce), nebo magiritsa (μαγειρίτσα), což je polévka avgolemono se skopovými vnitřnostmi, tradičně podávaná na konci půstu svaté čtyřicátnice.